# 民乐镇 (花垣县)
民乐镇，是中华人民共和国湖南省湘西土家族苗族自治州花垣县下辖的一个乡镇级行政单位。

## 行政区划
民乐镇下辖以下地区：
云盘社区、中街社区、民乐村、田家村、坝务村、响水村、卡子村、谷哨村、洞乍村、潮水村、新水村和毛号村。